# Castelnau-le-Lez
Castelnau-le-Lez (okzitanisch Castèlnòu de Les) ist eine französische Gemeinde im Département Hérault in der Region Okzitanien. Sie bildet mit Montpellier und anderen Vorstädten ein einheitliches Siedlungsgebiet. Die Stadt hat 25.404 Einwohner (Stand 1. Januar 2022) und liegt am Ufer des Flusses Lez.

## Geschichte
1890 fand der französische Wissenschaftler Georges Vacher de Lapouge Knochen, die auf einen menschlichen Vorfahren aus der Jungsteinzeit hindeuteten. Wissenschaftler schätzten die Größe des gesamten Menschen auf dreieinhalb Meter. Dies führte zu der Bezeichnung Der Gigant von Castelnau. Die Knochen wurden zur Universität Montpellier gebracht und dort weiter untersucht.

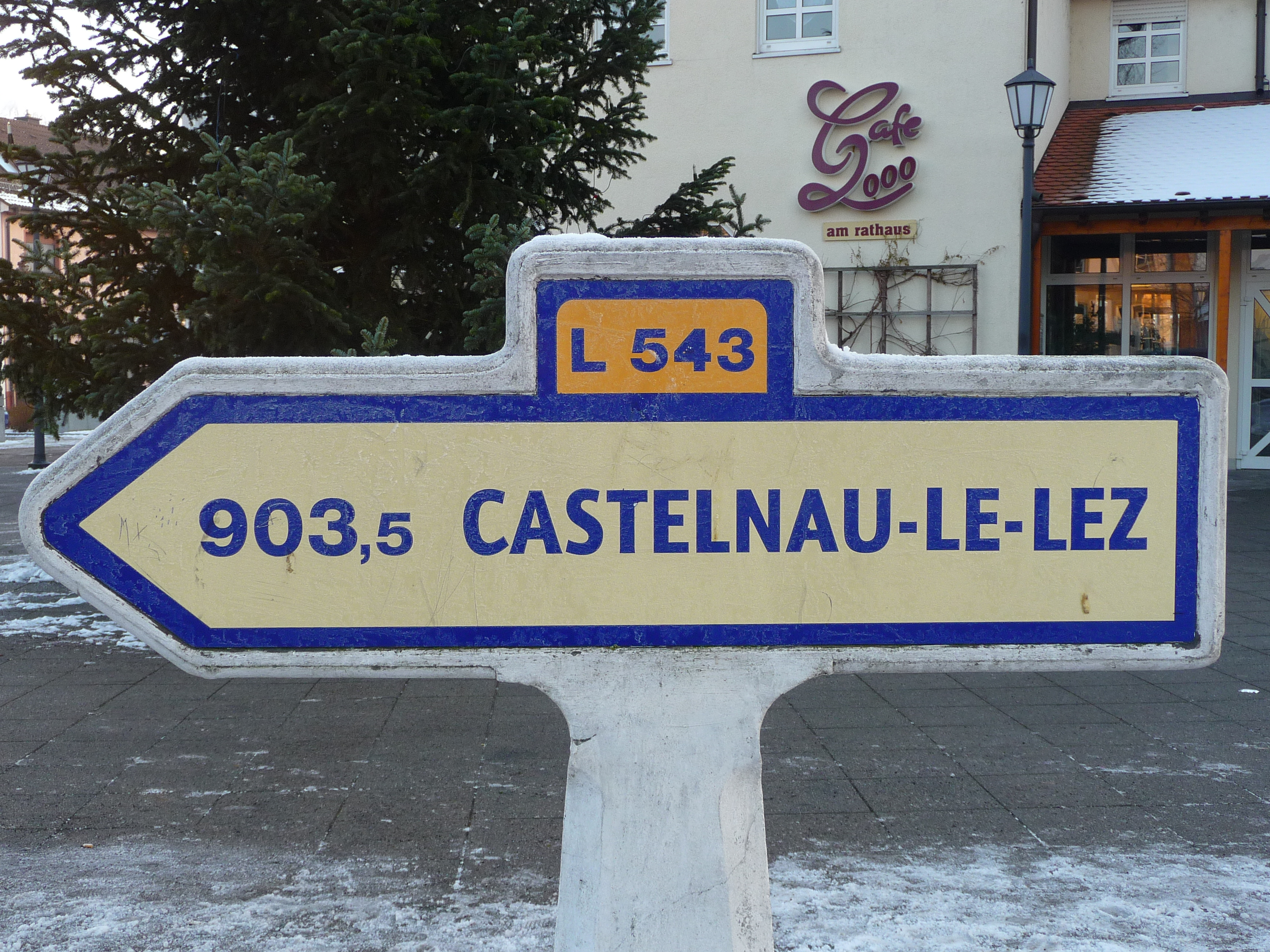
Wegweiser auf dem Marktplatz in Plankstadt

### Bevölkerungsentwicklung
| Jahr                       | 1962 | 1968 | 1975 | 1982 | 1990   | 1999   | 2010   | 2017   |
| Einwohner                  | 4979 | 8169 | 9339 | 9884 | 11.043 | 14.214 | 15.229 | 20.480 |
| Quellen: Cassini und INSEE |      |      |      |      |        |        |        |        |

## Partnerschaft
Seit 1981 ist die deutsche Gemeinde Plankstadt (Rhein-Neckar-Kreis) Partnergemeinde von Castelnau-le-Lez.